# Библиотека имени В. Г. Короленко
Библиотека имени В. Г. Короленко — муниципальная научная публичная библиотека города Глазова Удмуртской Республики, являющаяся крупнейшим в городе хранилищем культурного и научного наследия и одновременно информационным центром. В настоящее время является головным подразделением МБУК «Централизованная библиотечная система г. Глазова».

## История

### Основание библиотеки
Библиотека в Глазове была открыта в октябре 1867 годе как Публичная библиотека Глазовского уездного земства. Согласно Уставу она являлась собственностью Глазовского уездного земства и находилась под управлением его Попечительского комитета. Первое здание библиотеки располагалось в нижнем полуподвальном этаже каменного дома, построенного купцом Волковым на улице Никольской (ныне ул. Первомайская, 35).
К 70-м годам XIX века книжный фонд Глазовской земской библиотеки составлял 3756 томов и состоял из 14 отделов. Он формировался за счёт средств Земского собрания, выделявшего на эти цели от 100 до 500 рублей в год, и пожертвований частных лиц и учреждений, а пользование библиотекой являлось платным. Ответственным лицом назначался один из сотрудников городской управы, и лишь в 1882 году в штате появилась должность библиотекаря.
В 1879 году подписчиком библиотеки стал отбывавший вятскую ссылку писатель Владимир Короленко. Проживая в Берёзовых починках, он по почте получал книги из Глазова. Как человек, хорошо знающий литературу, по просьбе земской управы Короленко был привлечён к участию в подписке для библиотеки периодических изданий на 1880 год. В письмах к родным он отмечал, что в Глазове «единственно важное — это библиотека, без которой невозможно работать над собой, стремиться и достигать…».
7 октября 1899 года на заседании Глазовского уездного собрания рассматривалось состояние здания библиотеки и было признано, что дом необходимо расширить и переустроить его с устранением всех неудобств и недостатков. В 1912 году фонды библиотеки были перевезены в новое помещение, арендованное у домовладельца Г. Ивашова.

### Первые годы советской власти
После революции 1917 года и установления власти Советов в системе библиотечного обслуживания населения города произошли существенные изменения. В 1918 году Земская библиотека объединилась с библиотекой при Управе и через некоторое время была переименована в Глазовскую народную библиотеку. Её целью стало стремление привлечь всё местное население к чтению: плата за пользование книгами была отменена, в библиотеке организовали школу по ликвидации неграмотности, осваивались такие формы массовой работы, как экскурсии по библиотеке, громкие читки, «костры сказок».
С образованием Вотской автономной области с центром в Глазове в 1921 году библиотека была переименована в Центральную областную, а после переноса столицы региона в Ижевск — в Уездную центральную. 5 марта 1922 года учреждению было присвоено имя Владимира Короленко — Уездная центральная библиотека им. В. Г. Короленко. В связи с административно-территориальной реформой 1927—1929 годов Глазовский уезд был преобразован в Глазовский район, а библиотека переименована в Глазовскую центральную районную библиотеку им. В. Г. Короленко.
Благодаря проводимым мероприятиям по просвещению населения увеличивалось количество читателей: к 1928 году их насчитывалось 1637, а штат работников увеличился до 6. В библиотеке были оформлены Ленинский, Революции, Военный, Женский уголки, уголок безбожника. В 1928 году был успешно проведён вечер к 65-летию Максима Горького.